# Paul Ziller (Architekt)
Paul Friedrich Ziller (* 30. Mai 1846 in Oberlößnitz; † 11. März 1931 in Radebeul) war ein deutscher neoklassizistischer Architekt, der etwa 25 Jahre lang in Griechenland bei seinem ältesten Bruder Ernst Ziller entworfen hat. Er war der jüngste Bruder der Radebeuler Gebrüder Moritz und Gustav Ziller und entstammte wie diese aus einer sächsischen Baumeisterfamilie.

## Leben

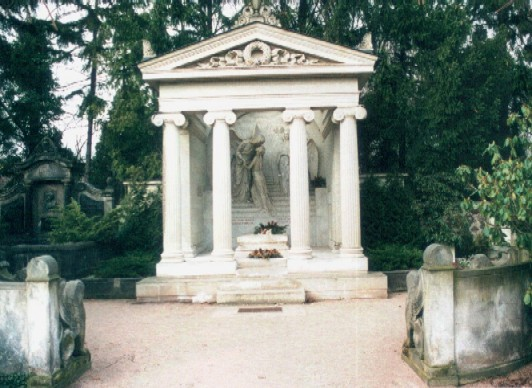
Karl-May-Grab

Ziller wurde als eines von zehn Kindern des Radebeuler Baumeisters Christian Gottlieb Ziller (1807–1873) geboren. Nach einer Steinmetzlehre 1860–1862 studierte er, vermutlich in Dresden, Architektur.
Nach seinem Militärdienst 1868 ging er zu seinem ältesten Bruder Ernst Ziller nach Athen, wo er als dessen Assistent in den folgenden 25 Jahren Wohnhäuser und Inneneinrichtungen entwarf.
Mitte der 1890er Jahre (nach Mai 1895) kehrte Ziller nach Sachsen zurück und ließ sich 1897 in Kötzschenbroda nieder, wo er bei seiner ledigen Schwester Pauline (1845–1937) in der Dresdner Straße 1 (vermutlich: Meißner Straße 157) wohnte. Da er im Verzeichnis der gesammten Gewerbetreibenden der Lößnitz-Adressbücher 1897 und 1899 nicht  unter den Rubriken Baumeister oder Architekten aufgeführt ist, wird angenommen, dass er zuerst in der Baufirma seiner Brüder mitgearbeitet habe. 1901 übernahm er kurzzeitig die Leitung der Baufirma Gebrüder Ziller seiner inzwischen verstorbenen älteren Brüder Moritz und Gustav, überließ sie nach kurzer Zeit bereits wieder seiner Schwägerin Marie, der Witwe von Gustav. Paul Ziller eröffnete im Oktober 1901 in Serkowitz ein Baubüro in der Rosenstraße 8, ab 1903 unter der Bezeichnung „Bureau für Architektur, Bauausführungen und Reparatur-Arbeiten“, das er noch 1915 im Adressbuch seiner Zeit (dann in der Rosenstraße 20) bewarb.
Ziller wurde 1910 wegen seiner Verdienste für den griechischen Staat mit dem Kreuz in Silber des Erlöser-Ordens ausgezeichnet.
Im Jahr 1907 verlegte er Geschäft und Wohnung in die Rosenstraße 20, wo er erneut bei seiner Schwester Pauline die letzten Jahre seines Lebens in relativer Armut verlebte. Er wurde auf dem Friedhof Radebeul-Ost beerdigt.

## Werk (Baudenkmale in Radebeul)

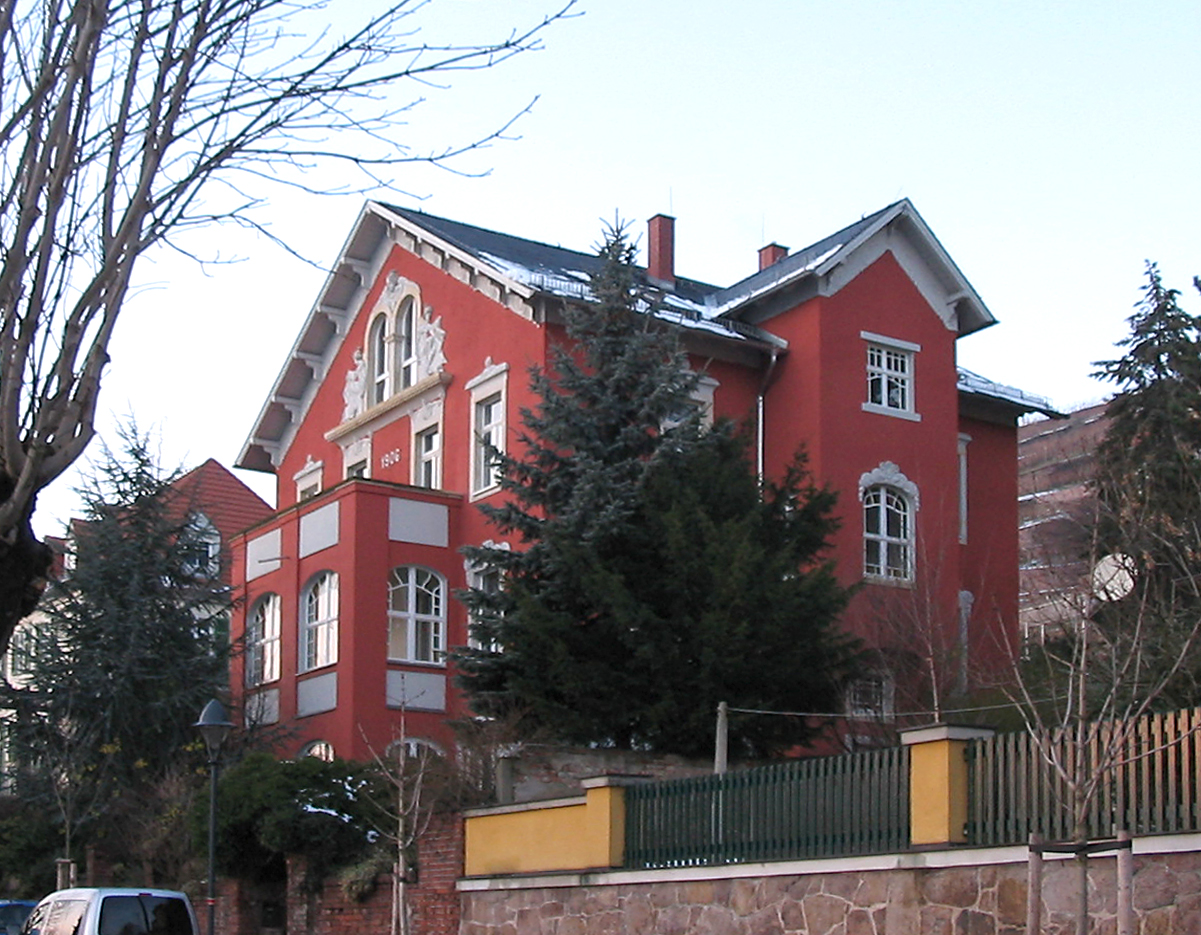
Villa Franziska

Die im Folgenden aufgeführten Bauten sind in der Denkmaltopographie Bundesrepublik Deutschland. Denkmale in Sachsen: Stadt Radebeul aufgeführte Kulturdenkmale. Sie stellen damit kein vollständiges Werkverzeichnis dar.
Paul Zillers wohl bedeutendstes Werk auf deutschem Boden ist das Grabmal für Karl May auf dem Friedhof Radebeul-Ost, das er 1903 als Familienbegräbnisstätte der Familien May und Plöhn in starker Anlehnung an den Athener Niketempel entwarf, beeinflusst auch vom Grabmonument für Heinrich Schliemann seines Bruders Ernst Ziller in Athen.
- 1904: Umbau Villa Käthe in Niederlößnitz, Zillerstraße 7 (1889 errichtet durch die Gebrüder Ziller, Entwurf vermutlich Carl Käfer)
- 1904: Umbau Villa Zillerstraße 11 in Niederlößnitz (1876 errichtet durch die Gebrüder Ziller)
- 1905: Entwurf Villa Franziska in Oberlößnitz, heute Radebeul, Hoflößnitzstraße 58
- 1906: Umbau und Erweiterung Landhaus Friedlandstraße 1 in Serkowitz, heute Radebeul (1880 errichtet durch die Gebrüder Ziller)
- 1908: Umbau und Erweiterung Landhaus Mehlhorn in Niederlößnitz, Paradiesstraße 48 (Entwurf Georg Heinsius von Mayenburg)
- 1908: durch Landesverein Sächsischer Heimatschutz verworfener Erstentwurf Weinbergstraße 32 in Oberlößnitz
- 1910/1911: Erweiterung Villa Waldhof in Niederlößnitz, Paradiesstraße 46 (1862 errichtet durch Moritz Ziller)
- 1911: Terrassenanbau an Villa Tanger in Kötzschenbroda, Meißner Straße 159 (1873 errichtet durch Gebrüder Ziller)
- 1916: Anbau Villa Louise Maria Koch in Niederlößnitz, Borstraße 14
- 1919: Anbau Villa Margarethe in Alt-Radebeul, Clara-Zetkin-Straße 1